# 腋臭
腋臭，亦稱狐臭、胡臭、體臭，主要指腋窩部位排出的汗水與微生物作用之後的產物所散發出的特殊味道（體味）。腋臭在天熱多汗時較為明顯，多在淺色衣物上留下淡黄色痕跡，因其臭味特殊，很容易與普通汗臭味所區分。
腋臭是由腋下的大汗腺造成的，大汗腺所分泌的汗水含有醣、蛋白質和不飽和脂肪酸，這些物質經皮膚上的細菌分解後，就會發出一種酸味，以致跟狐狸身體相近的惡臭。

## 特征
根据调查，在人类有些族群中，大约有97%到98%的人有狐臭。在非洲黑人中，狐臭可占到99%以上。狐臭极少出现在澳洲土著人和萨米人中，占比仅1%到3%。
注意原則：
1. 注意腋下部位的清潔衛生：減少細菌的繁殖，異味自然就會跟著減少。
2. 刮除或是剪短腋毛：細菌容易在毛髮多的地方滋生。
3. 少吃辛辣或是刺激性的飲食：如，辣椒、大蒜、洋蔥、咖啡、酒等，這些飲食會刺激汗腺增加分泌。
4. 腋下制汗劑或是除臭劑的使用：除臭劑可以減低異味，制汗劑比除臭劑有效，因為它可直接減少局部的汗液分泌，進而阻斷異味的產生；不過兩者對嚴重的狐臭患者皆可能效果不好，且無法根治，需一再重複使用。
5. 手術切除腋下的汗腺：若以上談到的方法皆無法使狐臭獲得滿意的控制，可以考慮接受手術治療；這是能夠根治的方法。把腋下的汗腺，尤其是大汗腺徹底切除，自然就根除了狐臭的禍源。